# Adolphe Hercule de Graslin
Adolphe Hercule de Graslin, né le 11 avril 1802 au château de Malitourne, à Flée (Sarthe) et mort le 31 mai 1882, au même lieu, est un entomologiste français. 
Adolphe Hercule de Graslin est un spécialiste des lépidoptères et un membre de la Société entomologique de France. À sa mort, sa collection est acquise par Charles Oberthür.

## Œuvre
Il est, avec Jean-Baptiste Alphonse Dechauffour de Boisduval et Pierre Rambur, le rédacteur de la Collection iconographique et historique des chenilles; ou, Description et figures des chenilles d'Europe, avec l'histoire de leurs métamorphoses, et des applications à l'agriculture, Paris, Librairie encyclopédique de Roret, 1832 (à voir sur Gallica & sur Google Livres)